# Illes Tiwi
Les illes Tiwi constitueixen un arxipèlag situat al nord d'Austràlia, proper a la costa, i llar del poble tiwi.

## Geografia
L'arxipèlag de les Tiwi comprèn dues illes majors i uns quants illots. Està situat a uns 25 km al nord de la costa d'Austràlia i a uns 60 de Darwin, capital del Territori del Nord, al qual pertanyen les illes. Les dues illes: l'illa de Melville (Yermalner, en idioma tiwi) i l'illa de Bathurst estan separades per un canal de mar molt estret que en alguns llocs no supera el mig quilòmetre d'amplada. Respectivament ocupen el segon i el cinquè lloc de les illes més grans d'Austràlia. Conjuntament abasten una superfície de 8.320 km2.
A l'oest de l'arxipèlag s'obre el mar de Timor i, a l'est, el d'Arafura.

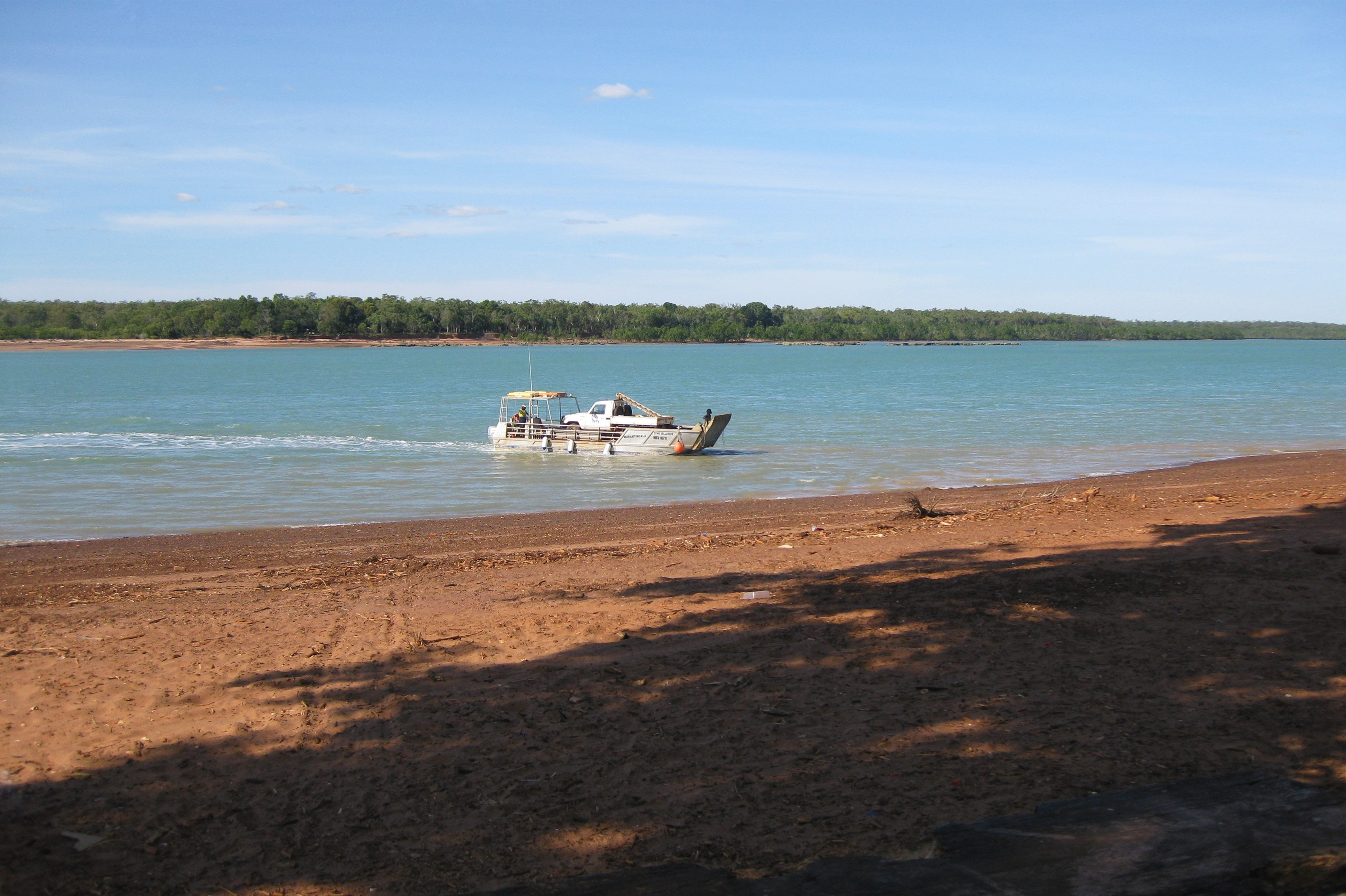
Ferry entre ambdues illes.

## Població
La població de les illes ronda les 2.500 persones, de les quals més d'un 90% pertany a l'ètnia aborigen tiwi. Des de 1977, compten amb un Consell de la terra tiwi que els forneix d'una certa autonomia.

## Clima
El clima de les illes és tropical monsònic. Hi ha un índex de precipitació molt gran, de fins a 2.000 mm, que influeix en la vegetació de boscos d'eucaliptus, boscos humits i manglars. Això es tradueix en una biodiversitat remarcable i la presència d'espècies singulars.